# 安科-瓦略區
安科-瓦略區（西班牙語：Distrito de Anccohuayllo）是秘魯的一個區，位於該國南部阿普里馬克大區的欽切羅斯省，始建於1964年2月20日，面積38.9平方公里，海拔高度3,204米，2005年人口10,510，人口密度每平方公里270人。